# 野暮
野暮（やぼ）とは、洗練されていない様を表す語である。「いき」の反対の形容である。

## 語源
語源についてはいくつかの由来が伝えられるが、遊里から発生したと考えられている。田舎者を意味する「野夫（やぶ）」の訛りという説（後述の「#落語・川柳」や「#奥の細道」とも合致する）、あるいは薮（ヤブ医者の薮と同様、相手や事態を見通せないダメな者）の訛りとの説が有力である。
また別の説としては、雅楽の笙の17本の竹の内、（現代の通常の笙で）音の出ない「也」と「毛」の管から来ているというのもある。
また、武蔵国の谷保天満宮（やぼてんまんぐう）が由来と称する民間語源説もある。その根拠として挙げられるのが蜀山人の「神ならば　出雲の国に行くべきに　目白で開帳　やぼの天神」という狂歌である。しかし、野暮という言葉はそれ以前に見られるため、谷保天満宮が野暮天の由来という説は後世の付会と考えられている。

## 落語・川柳
地方出身の侍は、落語や川柳などで浅黄裏と呼ばれ、江戸っ子からは野暮の代表ともされた。

## 奥の細道
奥の細道で、「野夫（田舎者事であり「野夫」は「やぶ」とも読む）といへども、さすがに情け知らぬにはあらず」と読まれている。このように「いき」の一つとされる「情け」の反対語と関連付けられており、語源の可能性もあるが定かとはなっていない。

## 現代における野暮・いき
野暮という形容は、派手な服装、金銭への執着、くどくどしい説明などについて用いられる。また、（機能美までに至らない）非実用的で表面的な見栄えの重視、ブランドへの無批判な信仰と依存も野暮といえる。時代遅れのファッションは、いまだレトロとみなされない場合は、野暮と見られる。キッチュは、俗悪という点では野暮に類似した面もあるが、「奇妙さ」が徹底しており、突き抜けている点において、かえって肯定的な美的評価がされることがある。しかし、レトロやキッチュと混同されていないかぎり、野暮であること自体に肯定的な美的評価がされることはない。江戸時代の感覚では、くどくどしい場合は「気障（きざ）」を使う。

## 具体例
- 本来は無用な看板や宣伝を、必要以上に行う。
- 規則に固執する役人根性 ⇔ 「いき」な計らい
- （特に男女間の関係への第三者的関与での）配慮の欠如
- 「おや、お出かけですか？」という問いに、「いや、野暮用で…」と答えることがある。
- 過剰な準備や多機能 ⇔ シンプルな所持品

## 注
1. ↑  第121回　野暮・通 | 小学館の辞書公式サイト「ことばのまど」
2. ↑  平凡社『改訂新版　世界大百科事典』「野暮」
3. ↑  野暮の意味・語源・由来 - 語源由来辞典